# Arrigo Serpieri
Arrigo Serpieri (Bologna, 15 giugno 1877 – Firenze, 29 gennaio 1960) è stato un economista, politico e agronomo italiano.
Esperto di economia agraria, è stato sottosegretario del ministero dell'agricoltura e delle foreste durante il ventennio fascista.
È stato, inoltre, Presidente dell'Accademia dei Georgofili (1926-1944), Senatore dal 1939, Rettore dell'Università di Firenze dal 1937 al 1943.

## Gli inizi
Nato a Bologna il 15 giugno 1877, condusse studi classici e frequentò la Scuola Superiore di Agricoltura di Milano, dove si laureò nel 1900 con una tesi sulla mezzadria. Sin dalla gioventù frequentò l'azienda dello zio a San Giorgio di Piano, che era ritenuta all'avanguardia per l'epoca. Inizialmente entrò nel corpo docente della scuola milanese come docente di estimo, ma presto, nel 1906 si trasferì a Perugia dopo aver vinto tramite concorso una cattedra presso la Scuola Superiore di Agricoltura di Perugia. Insegnò qui solo un anno, tornando a Milano l'anno seguente, quando ottenne la cattedra titolare nella sua scuola d'origine. 
Le idee del Serpieri ebbero effetti determinanti sulla legislazione forestale e montana, ad iniziare dalla legge Luzzatti n. 277 del 2 giugno 1910, che favorì la selvicoltura, svincolandola dal mero intervento di riassesto idrogeologico, e introdusse i piani di assestamento forestale, sia per i boschi pubblici che privati.
Nel 1911 cominciò la sua collaborazione con le istituzioni ricevendo dal ministro dell'Agricoltura Raineri l'incarico di preparare una nuova legge forestale. 
Nel 1912 il nuovo ministro dell'agricoltura Nitti gli affidò l’incarico di organizzare l'Istituto superiore forestale nazionale di Firenze che sostituì l'Istituto di Vallombrosa. L'ISFN, di cui il Serpieri fu Direttore e titolare della cattedra di Economia e Estimo Forestale, era l'unico centro di ricerca postuniversitario in ambito forestale e sotto la sua guida vi vennero prodotti testi fondamentali del settore. Il Serpieri conserverà questi incarichi fino al 1925 quando l’Istituto fu trasformato in Istituto superiore agrario e forestale e poi Facoltà di Agraria e Forestale.
L'amore per la montagna fu il principale movente dell'attività scientifica del Serpieri. Promosse lo sviluppo e il buon governo delle foreste coniugandoli con l'economia e le esigenze di vita della popolazione montanara. Era inoltre dell'opinione che il servizio forestale dovesse essere affidato a tecnici che avessero non solo una preparazione forestale, ma anche relativa all'agricoltura e all'economia montana, separando lo studio dei problemi di forestazione da quelli delle aree montane.
Durante la prima guerra mondiale si arruolò volontario nel Genio militare, come sottotenente, ma venne presto assegnato alla gestione dei servizi forestali e all'approvvigionamento, dove ottenne il grado di capitano per meriti di guerra e ricevette una croce di ferro. Nel 1919 a Parigi partecipò, in qualità di esperto, alle trattative internazionali per la determinazione dei danni di guerra.

## Il periodo fascista
Di idee riformiste, si iscrisse al Partito Nazionale Fascista nel luglio 1923. Dal 1919 al 1935 gli fu attribuita la presidenza del Segretariato nazionale per la Montagna. A partire dal 1º agosto 1923 fu sottosegretario all'agricoltura nel Ministero della Economia nazionale, nel governo Mussolini, dove rimase fino al luglio 1924. Il suo apporto al T.U. Sulle bonificazioni delle paludi e dei terreni paludosi e al Regio decreto n. 3267 del 30 dicembre 1923, rettificò ulteriormente la Legge Forestale e rimase attuale fino alla revisione attuata nel 1952 (legge del 25 luglio 1952, n. 991, comunemente nota come "1ª legge sulla montagna") ad opera di Amintore Fanfani, che trasferì la competenza del patrimonio forestale dallo Stato alle Regioni.
Serpieri si operò per spingere lo Stato ad intervenire nel finanziamento del credito agrario, in modo da favorire gli investimenti e la contrazione di mutui per lo sviluppo delle imprese. Tentò di combattere il latifondo con l'omonimo decreto n. 753 del 18 maggio 1924, minacciando l'esproprio ai latifondisti che non avessero trasformato le loro fattorie in moderne aziende. Riformò l'organizzazione degli Istituti agrari, trasferendone le competenze al ministero dell'Economia (prima erano divisi tra Economia, Istruzione e Agricoltura) e creando anche gli Istituti tecnici agrari per la formazione di personale con qualifiche intermedie.
Nel 1924 fu eletto deputato alla Camera in Emilia nel listone fascista.
Era un sostenitore della piccola proprietà agraria e della competitività e riteneva che il futuro non sarebbe stato nel latifondo, ma nelle imprese indipendenti. Però nel 1927 "nel rispetto del ruolo dell'iniziativa privata, affermò la subordinazione del diritto di proprietà ai più complessivi interessi produttivistici sociali e territoriali della Nazione".
Serpieri ebbe il grande merito di iniziare il processo di distinzione tra l'economia aziendale e la tecnica agraria, sino ad ora trattati parallelamente nei testi di agricoltura in modo approssimativo. Fu a tutti gli effetti il fondatore dell'economia agraria tant'è che fu presidente dell'Istituto nazionale di economia agraria dalla sua fondazione nel 1924. Presidente dell'Associazione nazionale dei consorzi di bonifica dal 1929 al 1935, fu anche uno dei principali fautori delle opere di bonifica compiute durante il ventennio. Fu considerato il padre del concetto di bonifica integrale e presiedette la commissione organizzatrice della 1ª Mostra nazionale delle Bonifiche che nel 1932 il regime organizzò in celebrazione del decennale della marcia su Roma. Fu membro del consiglio di amministrazione della Fondazione per la sperimentazione e la ricerca agraria. 
Rieletto nel 1929 alla Camera, da quell'anno al 1935 fu sottosegretario al Ministero dell'Agricoltura e foreste, con delega alla Bonifica integrale. In questa veste, varò il Testo unico sulla bonifica integrale (Legge n. 215 del 13 febbraio 1933), dove definì il tipo di intervento statale nelle opere di bonifica e spinse in favore degli interventi necessari sulle aree montane; stabilì inoltre diverse forme di finanziamento, tra cui anche alcune a fondo perduto, e definì un piano integrato di costruzione di opere edili e di servizi necessari allo sviluppo del paese. La bonifica prese avvio, risultando particolarmente incisiva nelle Paludi pontine, meno nel Meridione, che più di altre aree ne aveva bisogno. L'iniziativa andava a colpire gli interessi di numerosi ricchi proprietari terrieri, influenti in politica, che portarono all'emarginazione di Serpieri all'interno delle gerarchie del governo. Il successivo aumento delle spese belliche rappresenterà un altro freno alla realizzazione dell'ambizioso progetto. Nel 1934 tornò ancora alla Camera del Regno.
Serpieri è uno dei padri della bonifica del Tavoliere delle Puglie e delle Paludi pontine. Lasciato il governo nel 1935, anche per l'ostilità della destra agraria del partito, nel 1937 divenne Rettore dell'Università di Firenze dal 1937 al fino al 29 luglio 1943.
Nel 1939 fu nominato dal re Senatore del Regno nella XXX Legislatura, dove fu vicepresidente della Commissione agricoltura. Nel 1939 fu anche insignito del Premio Mussolini dell'Accademia d'Italia.
Serpieri appoggiò anche la costituzione dell’Ente di colonizzazione del latifondo siciliano, che operò tra il 1939 e il 1943 contro il potere dei grandi proprietari.
In ottemperanza con le leggi razziali, fece espellere dall'Università di Firenze 42 tra docenti ed assistenti, tra cui gli ordinari Attilio Momigliano, Ludovico Limentani e Riccardo Dalla Volta, poiché ritenuti di razza ebraica dal regime fascista.
Fedele a Mussolini, dopo l'armistizio di Cassibile aderì alla Repubblica Sociale Italiana.

## Nel dopoguerra
Dopo la guerra fu dichiarato decaduto dal Senato ed epurato dall'università. Ebbe un ruolo politico secondario, con cui combatté aspramente le politiche agricole del Mercato Europeo Comune (MEC). Nel 1946 per l'Inchiesta sull'economia italiana per la Costituente fu interrogato dalla commissione, esprimendo il suo parere. Continuò i suoi studi e l'insegnamento a partire dal 1947, quando fu riammesso all'università, fino al 1952, anno in cui fu nominato Professore Emerito.
Nel 1951 venne eletto, per meriti speciali, tra i primi soci dell'Accademia italiana di scienze forestali di Firenze.
Nel 1954 vinse il premio Marzotto per la sezione Agraria e alimentazione. 
Morì a Firenze il 30 gennaio 1960 dopo che una terribile malattia lo aveva immobilizzato e privato della parola per tre anni.

## Biblioteca personale
I libri, gli estratti da riviste, i fascicoli di periodici, gli opuscoli che costituirono materiale di studio e di lavoro di Arrigo Serpieri durante gli anni trascorsi all'Istituto Superiore Forestale di Firenze sono conservati presso la sede di Agraria della Biblioteca di Scienze Tecnologiche, Università degli Studi di Firenze.

## Opere
- Studio sul vigneto specializzato nel basso Bolognese; 1901.
- Il contratto agrario e le condizioni dei contadini nell'alto Milanese; 1910.
- Le proposte di modificazione alla legge forestale; 1911.
- La guerra e la crisi del legname in Italia; con G. Segale; 1916.
- Il legno greggio; con G. Segale; 1917.
- Programma di indagine economico-agraria; con V. Peglion; 1918.
- Il metodo di stima dei beni fondiari; 1917
- Per l'approvvigionamento del legname nel dopoguerra; 1919.
- Le montagne, i boschi, i pascoli; 1920.
- Studi sui contratti agrari; 1920.
- Le agitazioni dei contadini nell'Italia settentrionale e centrale e la riforma dei patti agrari; 1920.
- Per un'organica illustrazione della montagna italiana - Esperimenti di statistica forestale; 1921.
- La politica agraria del governo nazionale; 1924.
- La politica agraria in Italia ed i recenti provvedimenti legislativi; 1925.
- Guida a ricerche di economia agraria; 1929.
- Problemi della terra nell'economia corporativa; 1929.
- La bonifica integrale; 1930.
- La guerra e le classi rurali italiane; 1930.
- Fra politica ed economia rurale; 1934.
- La bonifica delle terre; 1937.
- La riforma agraria in Italia; 1946.
- Istituzioni di economia agraria, 1947
- Principi di economia politica, 1947
- La legislazione sulla bonifica; 1948.
- Le cooperative agricole per la conduzione dei terreni in Italia; con U. Sorbi, 1955.
- Istituzioni di Economia agraria 1956.
- Scritti giornalistici 1947-1958, 1971